# 인디아 스택
인디아 스택(India Stack)은 인도 인구를 디지털 시대로 이끌기 위한 통합 소프트웨어 플랫폼을 만드는 프로젝트를 말한다. 해당 웹사이트에서는 그 사명을 다음과 같이 설명한다: "인디아 스택은 정부, 기업, 스타트업 및 개발자가 고유한 디지털 인프라를 활용하여 존재 없는, 종이 없는, 현금 없는 서비스 제공에 대한 인도의 어려운 문제를 해결할 수 있도록 하는 개방형 API 세트이다." 같은 페이지에 언급된 4가지 '고유한 기술 레이어' 중 첫 번째 '무존재 레이어'는 모든 시민의 지문 등 생체 데이터를 저장해야 한다는 점에서 가장 논란이 많다. 이러한 마커는 현금 없는 결제를 가능하게 하기 위해 널리 채택되고 있기 때문에 생체 인식의 사기성 사용 문제가 발생한다. 다른 레이어로는 개인 기록을 개인의 온라인 신원과 연결할 수 있는 페이퍼리스 레이어(Paperless Layer), 모든 국가 은행과 온라인 지갑에 대한 단일 인터페이스인 캐시리스 레이어(Cashless Layer) 개인 데이터의 보안과 통제를 유지하는 것을 목표로 하는 컨센트 레이어(Consent Layer)가 있다.
인디아 스택은 세계 최대 규모의 오픈 API이다. 배포 이후 인도에서는 API용 애플리케이션을 개발하기 위해 해커톤을 조직해 왔다.

## 같이 보기
- 전자지급결제대행서비스